# Blocco (scacchi)
Il blocco è un motivo strategico degli scacchi che mira a impedire la spinta dei pedoni avversari.

## Descrizione
Il tipo di blocco più efficace si attua con un pezzo leggero, che per via del suo valore ridotto non è esposto ad attacchi pericolosi come possono esserlo invece la Torre, la Donna o il Re. Il blocco è particolarmente importante per evitare la promozione dei pedoni passati dell'avversario.
Un blocco è molto efficace quando viene effettuato su linee semiaperte, perché su queste colonne non si possiede un pedone che possa svolgere questa funzione al posto del pezzo bloccatore. Impedendo la mossa di pedone si limita in genere l'attività dei pezzi avversari, che non possono svilupparsi liberamente.
La casa che si trova immediatamente davanti al pedone bloccato è detta casa di blocco. Di solito il bloccatore è un Cavallo per i pedoni centrali, mentre lo è la Torre per quelli laterali. Il bloccatore meno adatto è invece la Donna, poiché può essere facilmente allontanata dai pezzi avversari e dovrebbe svolgere compiti molto più importanti dello sbarramento di un pedone.